# BHS한서병원
BHS한서병원 또는 비에이치에스한서병원은 부산광역시 수영구 수영로 615 에 위치한 종합병원이다.

## 연혁
- 1987년 10월 병원 건물 준공, 부산 수영구 광안동 491-10번지에 세강병원 개원
- 2000년 11월 의료법인 선우의료재단 수영한서병원으로 변경
- 2009년 4월 병원 증축 준공
- 2009년 7월 의료법인 선우의료재단 비에이치에스(BHS)한서병원으로 변경